# G.A.控股
G.A.控股有限公司（英語：G.A. HOLDINGS LIMITED，港交所：8126），簡稱G.A.控股，於香港經營則以「German Automobiles International Limited」名稱，在1993年，由陳靖諧（前董事）和羅爾平（首席執行官），於新加坡（總部）成立「German Automobiles Pte. Limited」。
主席為羅文材。業務在中國、香港和新加坡經營代理出口轎車產品。
股份在2002年6月17日於港交所創業板上市。配售價格為0.50港元，股份為1億股，集資額為5000萬港元。

## 連結
- ga-holdings.com.hk（页面存档备份，存于）